# Madame X (1937)
Madame X is een Amerikaanse dramafilm uit 1937 onder regie van Sam Wood. Destijds werd de film in Nederland uitgebracht onder de titel De onbekende vrouw.

## Verhaal
Als de man van Jacqueline Fleuriot erachter komt dat ze hem bedriegt, gooit hij haar op straat. Jaren later wordt ze beschuldigd van moord. Jacqueline wordt verdedigd door haar zoon, hoewel hij haar achtergrond niet kent.

## Rolverdeling
| Acteur           | Personage           |
| ---------------- | ------------------- |
| Gladys George    | Jacqueline Fleuriot |
| Warren William   | Bernard Fleuriot    |
| John Beal        | Raymond Fleuriot    |
| Reginald Owen    | Maurice Dourel      |
| William Henry    | Hugh Fariman jr.    |
| Henry Daniell    | Lerocle             |
| Phillip Reed     | Jean                |
| Lynne Carver     | Helene              |
| Emma Dunn        | Rose                |
| Ruth Hussey      | Annette             |
| Luis Alberni     | Scipio              |
| George Zucco     | Dokter LaFarge      |
| Cora Witherspoon | Nora                |
| Jonathan Hale    | Hugh Fariman sr.    |
| Adia Kuznetzoff  | Kapitein Dorcas     |